# Guardia de Franco
La Guardia de Franco fue una organización paramilitar de extrema derecha que existió en España entre 1944 y 1977, durante la Dictadura franquista. Formada por miembros de la «vieja guardia» falangista, mantuvo una posición profundamente inmovilista frente a posibles cambios en el seno del régimen.

## Historia
Fundada en agosto de 1944 como una suerte de sustituto para la desaparecida Milicia de FET y de las JONS, se formó a partir de «camisas viejas», excombatientes de la guerra civil y los elementos más fanáticos de las juventudes falangistas. En el decreto de fundación se decía que en ella se encuadrarían los militantes «que quieran de un modo voluntario entregarse por entero al servicio de España, de la Revolución Nacional-Sindicalista y de su Caudillo». Si bien nació concebida como una milicia del partido, en la práctica nunca llegó a actuar como tal; en sus comienzos destacó más por su participación en la represión, cooperando con la Guardia Civil en la lucha contra los Maquis.
En noviembre de 1948 el lugarteniente de la organización, Luis González Vicén, hizo unas declaraciones en el diario Pueblo en las que dijo que la Guardia de Franco «es la punta de vanguardia más avanzada de la Revolución. Físicamente e ideológicamente. Hemos tomado sobre nosotros la iniciativa y la acción hacia todo aquello que se quede sin hacer y que tiene que hacerse inexorablemente por servicio y por lealtad a tantas cosas. Ante la abulia, la desesperanza, la dejación y la inacción de algunos sectores falangistas responsables, la Guardia de Franco tomará para sí obligaciones que no podemos ni queremos eludir». González Vicén fue destituido de su cargo cuatro días después de realizar estas declaraciones.
Durante la dictadura franquista, al igual que la «Vieja Guardia» o la Confederación Nacional de Excombatientes, la Guardia de Franco mantuvo una posición inmovilista que le hizo ganarse el apoyo del llamado «Búnker». Algunos de sus miembros, como de forma destacada el falangista barcelonés Ángel Ricote, estuvieron tras la fundación de la asociación neonazi «Círculo Español de Amigos de Europa» (CEDADE). Para 1963 la organización tenía entre sus filas 80 037 miembros. Sin embargo, desde mediados de la década de 1960 la organización atravesó un profundo declive, agravado por la falta de nuevas incorporaciones. Desapareció en 1977, tras la muerte de Franco y el desmontaje de la dictadura.

## Organización
Órganicamente dependiente de FET y de las JONS, respondía directamente ante el secretario general del Movimiento. La Guardia de Franco estaba dirigida por un lugarteniente, siendo su primer jefe Luis González Vicén. La Guardia disponía de su propio servicio de información, así como de un boletín informativo —En pie— de gran calidad que se editaba en Madrid.

### Equipo ciclista
Entre los años 1956 y 1960 la Guardia de Franco  mantuvo un equipo ciclista profesional en el que estuvieron enrolados figuras como Antonio Suárez (en las temporadas 1956 y 1957), Fernando Manzaneque (1957) o Julio Jiménez (1958).